# Jean Léo Testut
Jean Léo Testut (Saint-Avit-Sénieur, 22 marzo 1849 – Bordeaux, 26 gennaio 1925) è stato un medico e anatomista francese.

## Biografia
Era figlio di Juan Testut e María Deynat. Studiò medicina all'Università di Bordeaux, interrompendo gli studi a causa della guerra franco-prussiana del 1870. In seguito, nel 1878, fu riammesso presso la scuola di medicina di Bordeaux, completando gli studi con una tesi che gli valse la vittoria di premi conferitigli da alcune università francesi.
Venne nominato professore ordinario di anatomia umana presso la facoltà di medicina di Bordeaux e, contemporaneamente, esercitò attività di ricerca in antropologia presso altre università. Fu professore di anatomia umana presso le università di Lilla e Lione.

## Attività scientifica e letteraria
Scrisse diversi testi di argomento anatomico e antropologico; l'opera più celebre e diffusa è il Traité d'anatomie humaine (1889-1892), cui fece seguito, nel 1905-1906, con la collaborazione di Honoré Jacob, il Traité  d'anatomie topographique (Trattato di anatomia topografica).
Sulla scia della famosa scuola anatomica francese (ad esempio, J.M. Bourgery o  M.P.Sappey), Testut compose il Traité d'anatomie humaine, originariamente di quattro volumi, in cui descrive in modo esaustivo, chiaro, approfondito e ricco di illustrazioni l'anatomia sistematica dell'uomo, tanto da essere considerato, ancora oggi, il testo di riferimento internazionale di anatomia umana descrittiva.
Eguale e inveterata fama gode ancora oggi il Traité  d'anatomie topographique, che continua ad essere un punto di riferimento mondiale per lo studio dell'anatomia topografica. A conferma di ciò, le illustrazioni presenti in tali opere sono tuttora tra le maggiori fonti iconografiche di anatomia.
È stato anche autore del Compendio di Anatomia Umana, opera più semplice, ma non superficiale, di anatomia macroscopica,tradotto in italiano dal Prof.Fusari agli inizi del 1900, divenuta riferimento didattico per molti testi moderni di anatomia. 
Contribuì con oltre novanta pubblicazioni riguardanti il campo dell'anatomia, dell'antropologia, della paleontologia e della storia.
Nel 1889 Testut scoprì che un cranio preistorico, ritrovato a Chancelade, apparteneva a una specie nuova che chiamò "razza Chancelade", antenato di Eskimo. Tale ipotesi, sebbene accolta dai contemporanei, è ora ritenuta non vera e il cranio Chancelade è considerato un uomo di Cro-Magnon.